# Estat de conservació
L'estat de conservació és una mesura de la probabilitat que una espècie continuï existint en el present o en el futur proper, en vista no només del volum de la població actual sinó també de les tendències que han mostrat al llarg del temps, de l'existència de predadors o altres amenaces i de les modificacions previstes en el seu hàbitat.

## Orígens de la classificació
Des que a mitjans del segle xviii, Carl von Linné va publicar un mètode de classificació dels éssers vius, els taxonomistes han assignat un nom al voltant d'1,4 milions d'espècies, tot i que les estimacions fixen entre els 7 i els 100 milions les espècies que en total poblen la Terra.
Per ser més fàcil el seu estudi, els animals vertebrats són els més coneguts i utilitzats com a indicadors biològics, sent en conseqüència els que solen demanar més esforços de conservació. Donats els requeriments tròfics i les seves dependències d'hàbitats en bon estat de conservació, les campanyes de conservació dels vertebrats, i especialment dels mamífers, comporten també la conservació de la gran majoria de les espècies de fauna i flora de les quals depenen.

## Sistema internacional

### Llista Vermella de la UICN (Categories & Criteria v3.1, des de 2001)
La Llista Vermella de la UICN d'espècies amenaçades és la més estesa de les classificacions pels estats de conservació i va ser elaborada per la Unió Internacional per a la Conservació de la Natura (UICN). Aquest sistema divideix als tàxons en tres grans categories, amb diverses subcategories:

- Extint:
  - EX: Extint
  - EW: Extint en estat salvatge
- Amenaçat:
  - CR: En perill crític
  - EN: En perill
  - VU: Vulnerable
- Risc Baix:
  - NT: Gairebé amenaçat
  - LC: Risc mínim

### Llista Vermella de la UICN (Categories & Criteria v2.3, 1994-2000)

La versió 2.3 de la Llista Vermella, que es va utilitzar fins a l'edició de l'any 2000, incloïa també el criteri «Depèn de la conservació» (cd). Aquest, juntament amb els criteris «Gairebé amenaçat» (nt) i «Risc mínim» (lc) eren subcategories de «Baix risc» (LR).

### CITES

La Convenció sobre el Comerç Internacional d'Espècies Amenaçades de Fauna i Flora Silvestres (The Convention on International Trade in Endangered Species of Wild Fauna and Flora, CITES) té per objectiu garantir que el comerç internacional d'espècimens d'animals i plantes silvestres no amenaci la seva supervivència, mitjançant l'acord comú dels països que la integren. El CITES classifica a determinades espècies en tres apèndix:
- Apèndix I: Inclou totes les espècies en perill d'extinció. El seu comerç està restringit només a casos excepcionals.
- Apèndix II: Inclou espècies que no estan necessàriament sota perill d'extinció, encara que estan amenaçades. El seu comerç s'ha de controlar per mantenir la seva supervivència.
- Apèndix III: Inclou a espècies protegides en almenys un país, que ha demanat a altres països subscriptors ajuda per controlar el seu comerç.

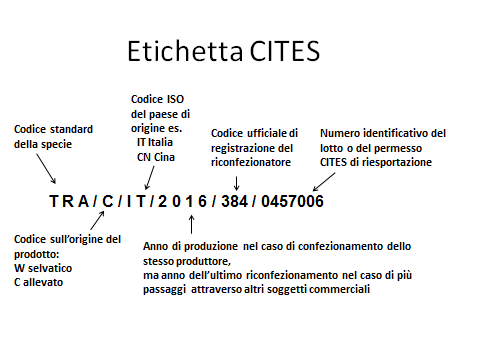
Etiqueta CITES

Actualment són 175 els països membres de la CITES.

### NatureServe Conservation Status (TNC G-ranks i T-ranks)
L'organització conservacionista NatureServe, en conjunt amb The Nature Conservancy, van elaborar una classificació que ordena a les espècies segons l'escala geogràfica de la seva avaluació i el seu nivell d'amenaça.

Per això, la classificació es compon d'una lletra: 
- G: Escala global (no necessàriament és tot el món, pot estar limitat a un rang geogràfic)
- N: Escala nacional
- S: Escala subnacional (una província o regió d'un país, per exemple)

i un nombre: 
- 1: en perill crític (compatible amb les categories en perill i en perill crític de la Llista Vermella versió 2.3)
- 2: en perill (compatible amb la categoria vulnerable de la Llista Vermella versió 2.3)
- 3: vulnerable (compatible amb la categoria sota risc de la Llista Vermella versió 2.3)
- 4: aparentment segura
- 5: àmpliament estesa, demostradament abundant i segura

o una altra lletra: 
- X: presumiblement extinta, espècie no localitzada en recerques extenses
- H: possiblement extingida, espècie que habita històricament la zona i a la qual encara hi ha possibilitats de localitzar-la
- U: no categoritzar, per manca d'informació o conflictes sobre ella
- R: espècies no categoritzades encara
- A: classificació no aplicable a causa que l'espècie no és objectiu de labors conservacionistes
- Q: taxonomia qüestionable
- C: població en captivitat, conreada o recentment reintroduïda
- T: per indicar la classificació d'una subespècie dins d'una espècie (per exemple G5T1)
- B: per indicar que l'estatus de conservació es fa a la població reproductora
- N: per indicar que l'estatus de conservació es refereix a la població no reproductora
- M: per indicar que l'estatus de conservació es fa a la població migrant

Les subclassificacions es barregen per formar una unificada, per exemple G1, N3, etc. Fins i tot aquestes últimes es poden barrejar per assenyalar una espècie amenaçada en un rang geogràfic específic, però en un context de conservació més ampli. Per assenyalar ambigüitat en una certa classificació, es pot assenyalar barrejant dues classificacions (per exemple G2G3), o agregant-li un? (per exemple G2?).

### Espècies EDGE
S'anomenen espècies EDGE a aquella espècies en perill d'extinció i que presenta una major diferenciació genètica, és a dir, que en tenir menys parents vius o similars la seva desaparició suposaria una pèrdua major de biodiversitat i trets genètics que l'extinció d'aquelles espècies que tenen més éssers vius afins. Les sigles provenen de l'anglès i signifiquen "Evolutionarily Distinct and Globally Endangered".

## Sistema nacional
Només s'han d'utilitzar si encara no hi ha un sistema global que hagi avaluat a l'espècie .

### Austràlia: Environment Protection and Biodiversity Conservation Act 1999 (EPBC)
Amb l'Acta de Protecció Mediambiental i Conservació de la Biodiversitat de 1999 (Environment Protection and Biodiversity Conservation Act 1999, EPBC), Austràlia compta amb un sistema que descriu les espècies amenaçades, els processos que les amenacen i les comunitats ecològiques d'aquest país.

Les categories, basades en els criteris de la versió 2.3 de la Llista Vermella de la UICN, classifiquen les espècies en: 
- EX: Extint
- EW: Extint en estat salvatge
- CR: En perill crític
- EN: En perill
- VU: Vulnerable
- CD: Dependent de conservació

Totes les espècies que estiguin sota una de les classificacions de l'acta (llevat de les «dependents de conservació») estan protegides a Austràlia.

### Austràlia Occidental: Department of Environment and Conservation
El Departament del Medi Ambient i Conservació (Department of Environment and Conservation, DEC) d'Austràlia Occidental elabora una classificació per aquest estat, que categoritza als taxons en:

- X: Extint
- R: Declarat rar
- P1: Prioritat un
- P2: Prioritat dos
- P3: Prioritat tres
- P4: Prioritat quatre

### Canadà: Committee on the Status of Endangered Wildlife in Canada (COSEWIC)
El Ministeri del Medi Ambient del Canadà elabora anualment un informe en el qual classifica a la vida salvatge del país en perill de desaparèixer, basat en la informació que lliura el Comitè sobre l'Estatus d'Amenaça de la Vida Salvatge al Canadà (Commitee on the Status of Endangered Wildlife in Canada, COSEWIC).

L'informe classifica aquestes espècies en: 
- X: Extint
- XT: Eliminat del Canadà
- E: En perill
- T: Amenaçat
- SG: Preocupació especial

També posseeix les categories: 
- NAR: Sense risc, quan la investigació permet concloure que l'espècie en qüestió no es troba amenaçada.
- DD: Dades insuficients, quan la informació és insuficient.

### Nova Zelanda: New Zealand Threat Classification System (NZTCS)
El Departament de Conservació de Nova Zelanda (Department of Conservation / Te Papa Athawai) publica les llistes del NZTCS ordenant a les espècies en un sistema complet de categories (Primary criteria) , que inclouen: 
- EX: Extint
- Amenaçat
  - NC: Crític a nivell nacional
  - NE: En perill a nivell nacional
  - NV: Vulnerable a nivell nacional
- En risc
  - D: Població en disminució
  - R: En recuperació
  - Rel: Relicte
  - NU: Poc comú en la natura
- No amenaçat

També existeixen els calificadors (Secondary criteria)  que complementen a les categories: 
- CD: Espècie dependent de conservació
- DP: Dades pobres
- De: Designat
- EW: Espècie extinta en estat salvatge
- EF: Fluctuacions extremes
- Inc: Creixent
- IE: Endèmics de l'illa
- OL: Única ubicació
- PD: Disminució parcial
- RR: Rang restingit
- RF: Errors en el reclutament
- SO: En ultramar i segur
- Sp: Escàs
- St: Estable
- TO: En ultramar i amenaçat

### USA: Endangered Species Act (ESA)
L'Acta d'Espècies Amenaçades (Endangered Species Act, ESA) de 1973 va establir la creació de llistats que permetessin categoritzar les espècies amenaçades, d'aquesta forma els diversos estats tenen les seves pròpies llistes. A nivell nacional, el Departament de Pesca i Vida Silvestre dels Estats Units classifica als taxons en l'Acta d'Espècies Amenaçades, la qual es divideix en dos grans grups: 
- E: En perill
- T: Amenaçat

Alternativament hi ha la categoria EX per a les espècies extintes.

### Altres països
- En Bèlgica, l'Institut per a la Investigació Forestal i de la Natura (Instituut voor Natuur en Bosonderzoek, INBO) publica més de 150 indicadors de l'estat de les seves espècies i ecosistemes, en estado de sus especies y ecosistemas, en neerlandès.[20]

- En Xina es publica el Llibre Vermell d'Animals Amenaçats, on es classifica aus, peixos, mamífers i altres espècies amenaçades.[21]

Alguns estats i provìncies també determinen les aus i les espècies claus a protegir.
- En Japó, el Ministeri de Medi Ambient té un sistema de categoríes alternatives a les de la versió 2.3 de la Llista Vermella, on es classifica a les espècies del país.[22]

- En els Països Baixos, el Ministeri d'Agricultura, Natura i Calidad Alimentària elabora una «llista vermella» d'espècies desaparegudes o amenaçades, seguint l'Acte de Conservació de la Natura de 1998.[23]